# Nicolaus von Below
Nicolaus von Below, celým jménem Georg Ludwig Heinrich Nicolaus Freiherr von Below (20. září 1907 – 24. července 1983) byl německý důstojník šlechtického původu. Před i během druhé světové války sloužil u nacistických německých vzdušných sil (Luftwaffe). V roce 1937 se také stal osobním pobočníkem Adolfa Hitlera.

## Mládí
Narodil se na statku v blízkosti města Anklam v provincii Pomořansko. Jeho otec Günther von Below (1868–1933) byl důstojníkem pruské armády. Nicolaus von Below si vzal 26. června 1937 Marii Kühne (* 12. září 1918 v Magdeburgu), dceru statkáře Stephana Kühne a Barbary Bennecke. Tento manželský pár měl spolu jednoho syna a tři dcery.

## Služba
Nicolaus von Below sloužil jako osobní pobočník Adolfu Hitlerovi od roku 1937 do 1945, poté co ho Hermann Göring pověřil funkcí Hitlerova pobočníka v jeho 29 letech. Hitler obvykle nevěřil a neměl rád důstojníky se šlechtickým původem. To se potvrdilo zejména poté, co se otočil průběh války po prohrané bitvě u Stalingradu. Below byl jedním z několika důstojníků, kteří sloužili v těsné blízkosti Hitlera po mnoho let. V době mezi Vánoci (1944) a Novým rokem 1945 řekl svému pobočníkovi: „Vím, že válka je prohraná, převaha nepřítele je příliš velká." Za vše obviňoval své generály, zejména po neúspěšném atentátu v létě 1944. Poté dodal: „My se nikdy nevzdáme“; tato slova potvrzovala Hitlerovu nechuť zažít znovu další Versailleskou smlouvu, kterou odjakživa pohrdal.

## Vůdcův stan
Vůdce cestoval hodně svým vlakem „Amerika“ (název byl odvozen od místa, kde bojoval za první světové války) a jeho pobočník Nicolaus von Below ho doprovázel na jeho cestách – když Německo zaútočilo na Sovětský svaz, tak nejčastěji mezi Berlínem a Vlčím doupětem. Hitler měl pro svůj štábní vlak Amerika speciální betonový tunel u obce Stępina v jižním Polsku, který mu měl umožnit řídit válečné operace z bezpečí vlaku.
Below byl 12. dubna 1945 hostem Alberta Speera a poslechl si poslední vystoupení Berlínské filharmonie, předtím než hlavní město Třetí říše Berlín obsadila Rudá armáda. Po koncertu si poznamenal: „Ten koncert nás přenesl zpět do jiného světa“.
Dne 15. dubna 1945 se Eva Braunová přestěhovala do sousedního pokoje ve vůdcově bunkru, který se nacházel v berlínském podzemí. Hitlerův pobočník si udělal opět poznámku k osobě Evy Braunové: „Byla okouzlující a ochotná, do poslední chvíle na sobě nedala znát slabost“.
Když se dne 29. dubna 1945 Hitler a Braunová vzali, Hitlerův pobočník se stal neoficiálním či náhodným svědkem. Poté se vůdce zeptal, jestli smí opustit bunkr, dostal svolení a doporučení, aby šel za admirálem Dönitzem.

## Po skončení války
Pobočník Below opustil vůdcův bunkr i Berlín 30. dubna 1945. Během letu na západ absolvoval několik mezipřistání, ukrýval se, až byl nakonec zatčen Brity 7. ledna 1946. Jako svědek se také účastnil norimberského procesu. Po denacifikaci a jeho propuštění z britského internačního tábora Adelheide v Delmenhorstu dne 14. května 1948 žil v severním Německu. Po skončení války se rozhodl pro sepsání pamětí. Spolu s Hitlerovou sekretářkou Traudl Junge je Below důležitým svědkem vůdcova života.
Nicolaus von Below vydal v roce 1980 své paměti pod názvem Als Hitlers Adjutant (anglicky pod názvem At Hitler's Side). Vyšly v několika vydáních, první vydání v roce 1980 mělo 446 stran, další vydání knihy bylo publikováno v roce 1999 a má 499 stran.
Těsně před svou smrtí v roce 1982 zpochybnil pravost údajných deníků Adolfa Hitlera. Zemřel 24. července 1983 v Detmoldu na území západního Německa v nedožitých 76 letech.

## Galerie

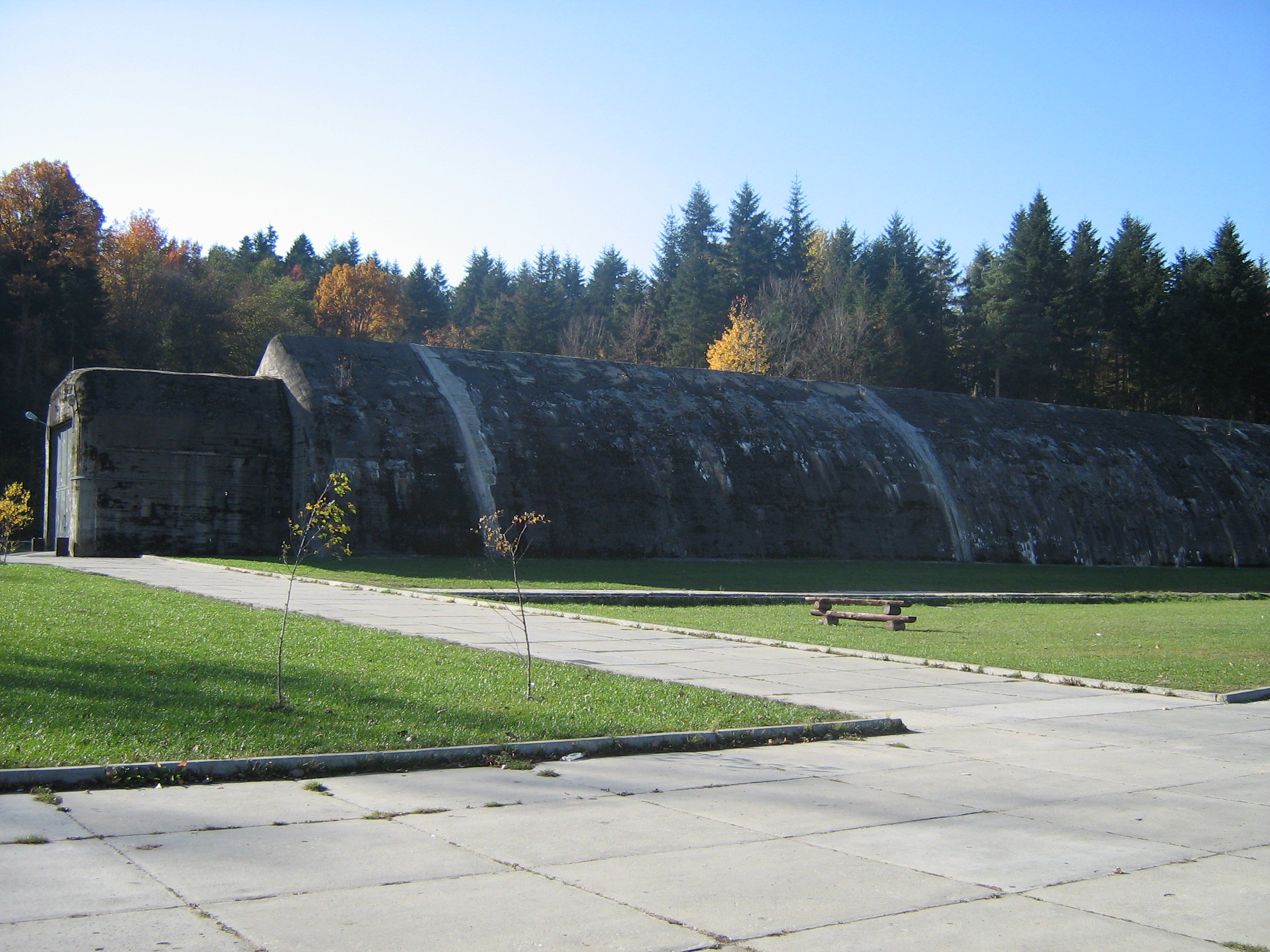
Hitlerův bunkr pro jeho štábní vlak Amerika v obci Stępina
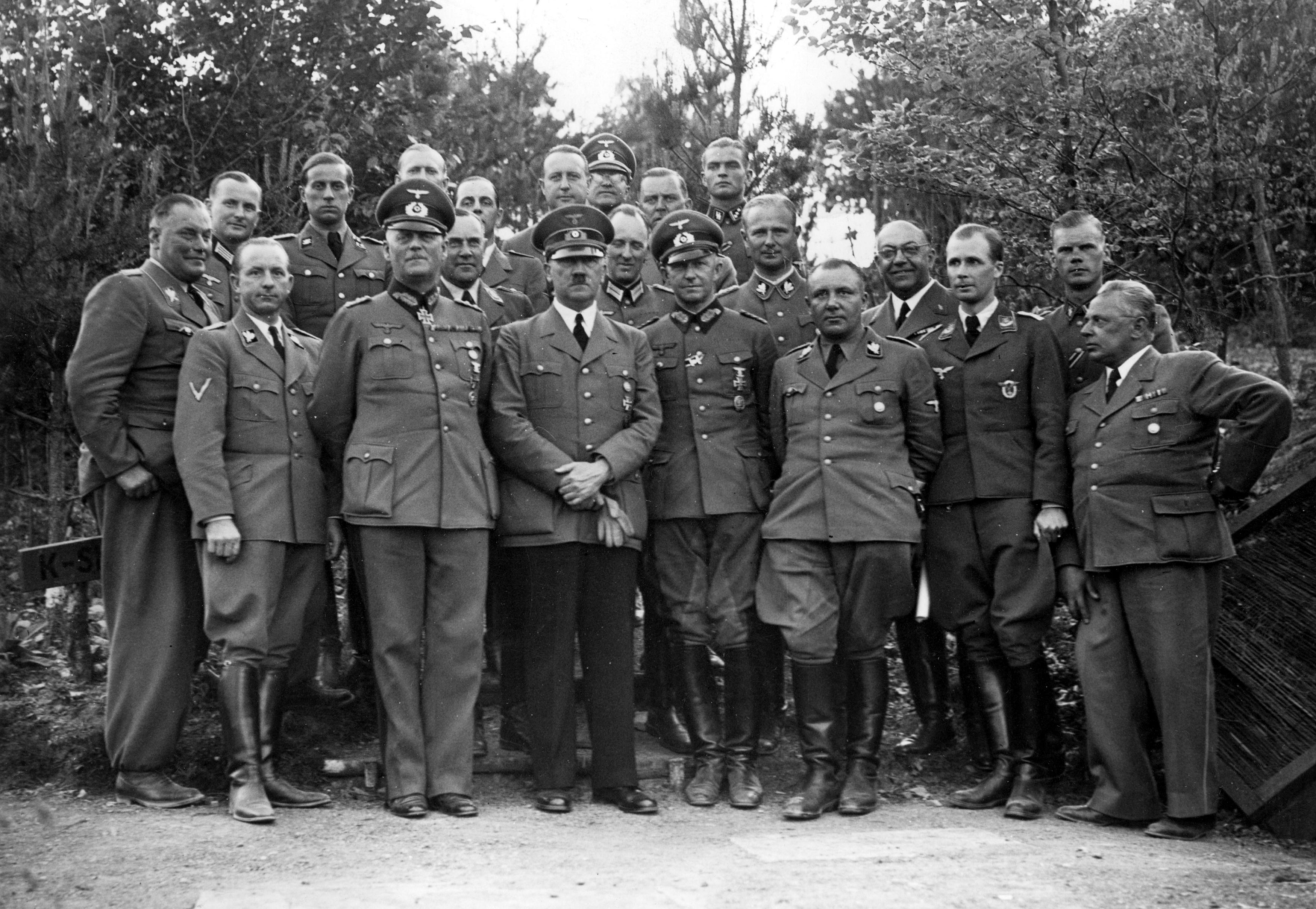
Nicolaus von Below (druhý zprava, přední řada) s Hitlerem a jeho štábem v roce 1940
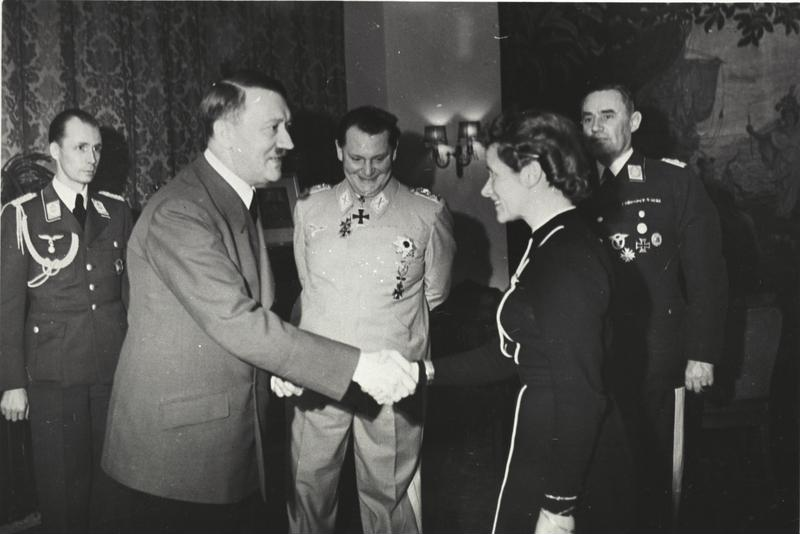
Nicolaus von Below (vlevo) s Hitlerem, Hermannem Göringem a Hannou Reitschovou v roce 1941
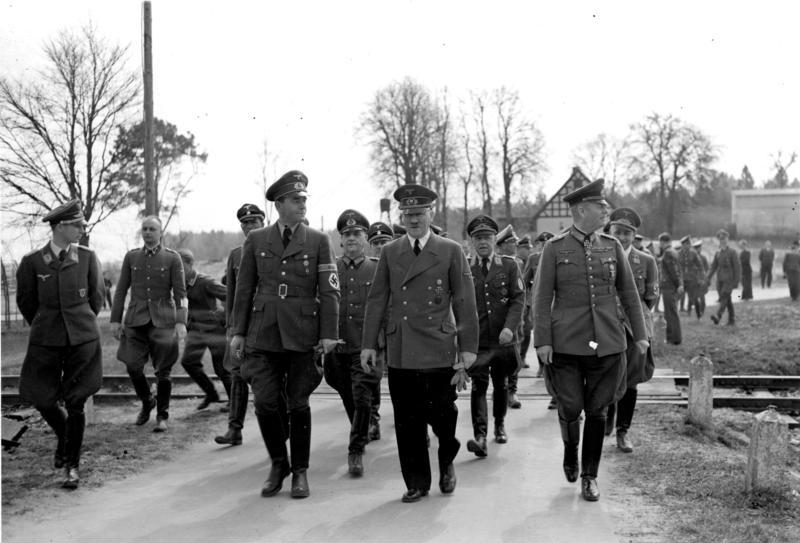
Vůdce na procházce během svých narozenin s Albertem Speerem a Wilhemem Keitelem. Nicolaus von Below je úplně vlevo